# Stepove, Pidhaiți
Stepove (în ucraineană Степове) este un sat în comuna Poplavî din raionul Pidhaiți, regiunea Ternopil, Ucraina.

## Demografie
Componența lingvistică a localității Stepove
     Ucraineană (100%)
Conform recensământului din 2001, toată populația localității Stepove era vorbitoare de ucraineană (100%).